# Bronx, New York
Bronx (engleski: The Bronx) je jedna od pet gradskih četvrti New Yorka i centar okruga Bronx. U imenu okruga Bronx nema određenog člana  'the' . 
Četvrt je smještena južno od okruga Westchester i jedina je koja se nalazi na kopnenom dijelu grada New Yorka (ostale 4 su otočne) od kojega ga dijeli rijeka Harlem Broji 1 385 108 stanovnika (2010.).
Bronx je dobio ime po Bronckovim farmama duž rijeke Harlem, nazvanim po ranom kolonistu iz 1641. godine, Jonas Jonson Broncku ili točnije Jonas Jonasson Bronk, švedsko − nizozemskom pomorcu. Ovo područje engleski i nizozemski kolonisti nazivali su "Bronck's Land", današnji Mott Haven (Vidi kartu  Arhivirana inačica izvorne stranice od 14. svibnja 2013. (Wayback Machine)).
Četvrt je snovana 1639. Pretežno stambena zona sa zelenim površinama (botanički i zoološki vrt) i raširenim slamovima. Mnoge prosvjetne ustanove (sveučilište, koledži), Off‑Off Broadway kazališta. Duž obale se nalaze skladišta, lučki dokovi, industrijski pogoni (tekstil, strojevi, prehrambeni proizvodi, papir). U Bronxu se nalazi stadion bejzbolskoga kluba New York Yankees.